# Ljubomora
Ljubomora je osjećaj koji je obično posljedica negativnih misli i osjećaja nesigurnosti, straha i tjeskobe, potaknutih očekivanjem gubitka nečega do čega je nekome stalo, kao što su emocijska veza, prijateljstvo ili (najćešće) ljubav. Ljubomora je često kombinacija osjećaja ljutnje, tuge i gađenja.
Ljubomora je poznat i mnogo opisivani osjećaj u ljudskim odnosima, od početaka pisane povijesti, a i prije toga (u usmenim predanjima). Za njeno moguće objašnjenje, promatrana je kod petomjesečnih i starijih beba. Neki tvrde da se ljubomore ima u svim kulturama; iako, međutim, drugi tvrde da je ljubomora fenomen specifičan za pojedine kulture.
Ljubomora, njeni uzroci i posljedice česta su tema romana, pjesama, filmova i ostalih oblasti umjetnosti. Također su i predmet i problem proučavanja znanstvenika, umjetnika, teologa, sociologa, pa čak i medicinskih i religijskih nauka.